# Vaðlaheiðargöng
Die Vaðlaheiðargöng sind ein Straßentunnel im Norden Islands. Durch sie verläuft seit Ende 2018 die Ringstraße, wodurch sich die Strecke zwischen Akureyri und Húsavík um 16 km verkürzt hat.

## Geschichte
Die früheste Verbindung von Akureyri nach Osten führte über den Pass Bíldsárskarð. Er liegt etwa 10 km südlich des Tunnels und hatte eine Passhöhe von 642 m.
Um 1930 führte die Straße bereits über die Vaðlaheiði über den 520 m hohen Pass Steinskarð. Dieser Weg mit seinen 13 Spitzkehren war schwierig zu fahren.
Seit 1985 verlief die Ringstraße über den Víkurskarð (325 m) und war im Winter nicht immer befahrbar.

## Technik
Der Tunnel führt 7206 m durch den Berg, dazu kommen 84 m Schutztunnel im Westen und 224 m im Osten.
Im Eyjafjörður liegt die Straße auf einer Höhe von 60 m über dem Meeresspiegel und steigt mit 1,5 % auf 230 m an.
Von dort hat er ein Gefälle von 2 %. Im Fnjóskadalur endet er auf einer Höhe von 160 m.
Der Tunnel soll durch Maut zunächst auf 25 Jahre refinanziert werden. Zur Zeit der Eröffnung rechnet man mit 1200 Fahrzeugen, die den Tunnel täglich passieren werden.

## Baufortschritt
Am 2. April 2013 begannen die Bauarbeiten und die erste Sprengung fand am 3. Juli 2013 statt. In der 3. Woche 2017 waren 5036 m von Westen her und 1656,5 m von Osten aus gegraben, zusammen 6692,5 m oder 92,8 % des Tunnels. Ursprünglich sollte der Tunnel Ende 2016 fertiggestellt werden. Nach Verzögerungen wurde mit Stand Januar 2017 mit dem Durchschlag im Februar 2017 und der Eröffnung des Tunnels im Sommer 2018 gerechnet;
der Durchschlag verzögerte sich jedoch weiter und sollte nun Ende April 2017 erreicht werden.
Die Verzögerungen beim Tunnelbau sind unter anderem durch Heisswassereinbrüche entstanden. Für die Nutzung der geothermalen Energie soll ein Wettbewerb ausgeschrieben werden.
Am 28. April 2017 um 15:30 Uhr wurde die letzte Sprengung im Tunnel vorgenommen. In der 27. Woche 2018 begannen die Asphaltierungsarbeiten in dem Tunnel. Die Inbetriebnahme des Tunnels war für Anfang Dezember 2018 geplant. Freigegeben wurde er am 21. Dezember 2018 zur kostenlosen Durchfahrt bis zum Jahreswechsel.
Seit dem 2. Januar 2019 ist die Benutzung mautpflichtig. Offiziell wurden die Vaðlaheiðargöng am 12. Januar 2019 eingeweiht. Es gibt am Tunnel keine Kassen, stattdessen muss die Maut online bezahlt werden. Für einen Pkw sind das zur Zeit 2110 Isländische Kronen, wenn man innerhalb von 24 Stunden vor oder nach dem Befahren des Tunnels bezahlt. Bezahlt man später, werden 3600 Isländische Kronen fällig.